# Limnophila luctuosa
Limnophila luctuosa är en tvåvingeart som beskrevs av Frederick Askew Skuse 1890. Limnophila luctuosa ingår i släktet Limnophila och familjen småharkrankar. Inga underarter finns listade i Catalogue of Life.